# Discord and Harmony
Pour plus de détails, voir Fiche technique et Distribution.
Discord and Harmony est un film muet américain réalisé par Allan Dwan et sorti en 1914.

## Fiche technique
- Réalisation : Allan Dwan
- Scénario : Arthur Rosson
- Durée : 30 minutes
- Date de sortie : États-Unis : 17 mars 1914

## Distribution
- Murdock MacQuarrie : le compositeur
- Pauline Bush : la fille
- Allan Forrest : l'artiste
- James Neill : le chef d'orchestre
- Lon Chaney : le sculpteur
- John Burton